# Air Express Algeria
La Air Express Algeria è una compagnia aerea privata algerina di tipo charter costituita nel 2002 con sede a Hassi Messaoud e con sede operativa ad Algeri e che opera con il marchio commerciale di Air Express.
È condotta dal proprietario, Chakib Belleili, ex direttore dell'Ente per l'Aviazione Civile algerino ed ex direttore generale di Air Algérie.
La compagnia è specializzata nel servire le aziende che operano nel settore petrolifero e che hanno attività nelle aree di estrazione di petrolio e gas del Paese: per questo motivo la Air Express Algeria si è dotata di aerei e piloti particolarmente adatti ad effettuare atterraggi e decolli sulle piste brevi e spesso ostiche delle zone desertiche del Sahara.
La flotta è costituita da 6 Let L 410 e da 9 Beechcraft 1900D.